# MBS激論スタジアム
MBS激論スタジアムはかつて毎日放送（MBSラジオ）で放送されていたラジオ番組。2004年10月5日放送開始、2005年4月2日放送終了。

## 放送時間
- 毎週土曜日18:30～20:00[1]

## 出演者
- 馬野雅行（毎日放送アナウンサー）
- 毛利聡子